# Ladeuze (dorp)
Ladeuze is een dorp in de Belgische provincie Henegouwen, en een deelgemeente van de Waalse stad Chièvres.
Ladeuze was een zelfstandige gemeente, tot die bij de gemeentelijke herindeling van 1977 toegevoegd werd aan de gemeente Chièvres.

## Bezienswaardigheden
- De Sint-Gorikskerk (Église Saint-Géry) is een bakstenen neoclassicistisch bouwwerk van 1846-1847.
- De Moulin du Tordoir, een voormalige bovenslagmolen op de Hunelle.
- De Moulin du Rieu d'Hardinpont, een voormalige watermolen op de Rieu d'Hardinpont.

## Natuur en landschap
Ladeuze ligt aan het Kanaal Blaton-Aat. De hoogte aan de kerk bedraagt 50 meter.

## Demografische ontwikkeling
- Bronnen:NIS, Opm:1831 tot en met 1970=volkstellingen, 1976= inwoneraantal op 31 december

## Nabijgelegen kernen
Tongre-Saint-Martin, Tongre-Notre-Dame, Huissignies, Vaudignies, Grosage

## Externe links

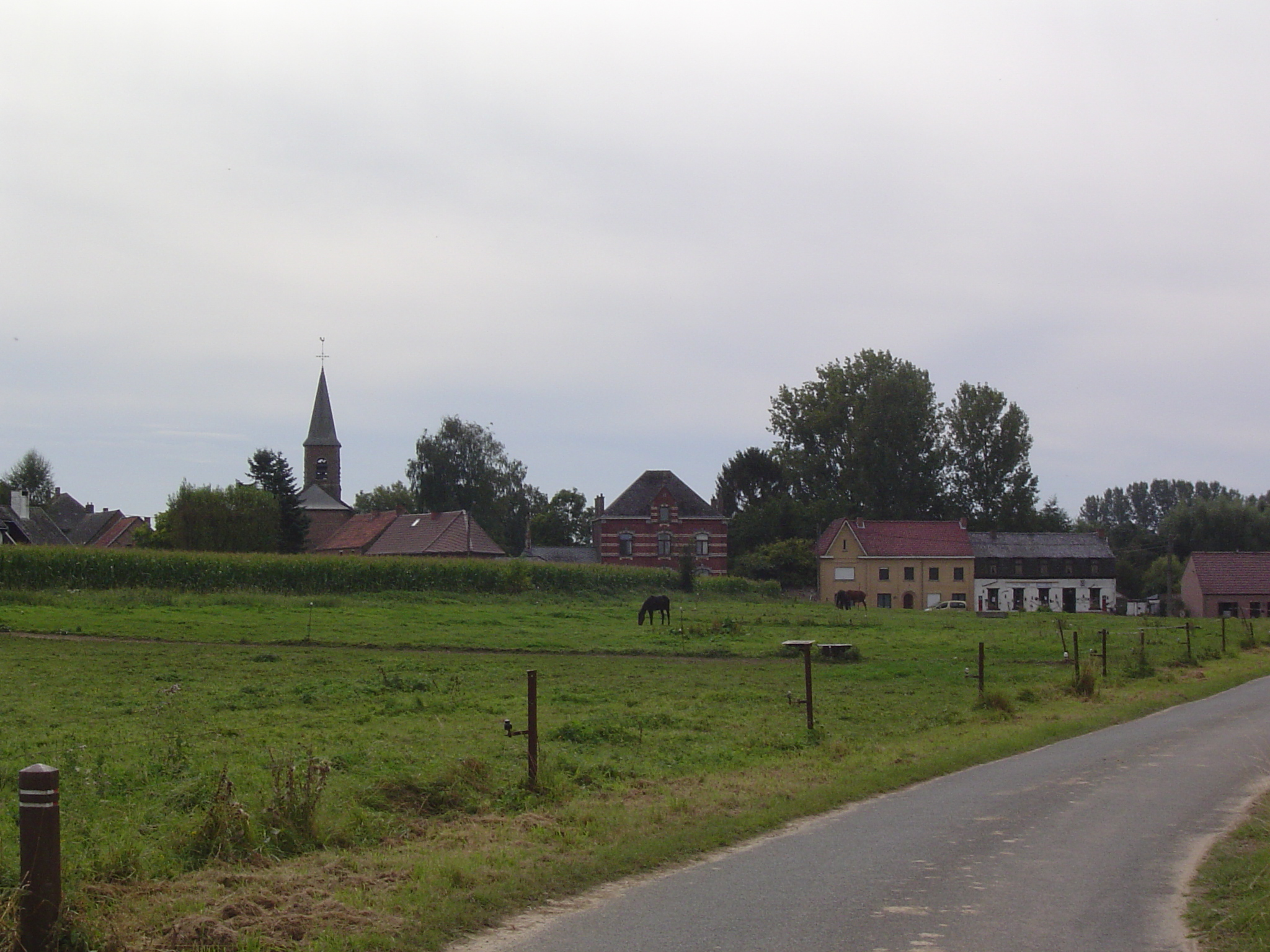
Ladeuze